# Reignat
Reignat település Franciaországban, Puy-de-Dôme megyében. Lakosainak száma 379 fő (2022. január 1.). Reignat Billom, Espirat, Glaine-Montaigut és Moissat községekkel határos.

## Népesség
A település népessége az elmúlt években az alábbi módon változott:
| Lakosok száma | 362  | 376  | 383  | 389  | 385  | 382  | 379  | 377  | 379  |
|               | 2013 | 2015 | 2016 | 2017 | 2018 | 2019 | 2020 | 2021 | 2022 |